# Lekanesphaera panousei
Lekanesphaera panousei är en kräftdjursart som först beskrevs av Daguerre de Hureaux, Elkaim och Lejuez 1964.  Lekanesphaera panousei ingår i släktet Lekanesphaera och familjen klotkräftor. Inga underarter finns listade i Catalogue of Life.